# As (narod)
As, maleni austronezijski narod naseljen na uskom obalnom području na zapadu poluotoku Vogelkop (Bird's Head) na indonezijskom dijelu Nove Gvineje. Žive u selima Asbakin (glavno središte; nazivan i Kampoeng Asbakin, As), Maklaumkarta i Mega. Jezik im nalikuje dijalektima s otoka Misool a pripada jezičnoj podskupini raja ampatskih jezika. Porijeklom su (po nekim podacima) s otoka Gag (zapadno od otoka Waigeo). 
Populacija iznosi oko 300. Religija im je tradicionalna a ima i kršćanstva.